# Colombo Lighthouse
Colombo Lighthouse, gelegentlich auch Colombo Galbokka Lighthouse (singhalesisch කොලඹ ගල්බොක්ක ප්‍රදීපාගාරය), ist ein Leuchtturm (englisch Lighthouse) in Colombo, der Hauptstadt von Sri Lanka.
Der knapp 15 m hohe steinerne Rundturm wurde 1952 auf Galbokka Point, den Überresten eines alten Forts, errichtet. Der Bau an der Wasserfront von Colombo wurde notwendig, weil das Old Clock Tower Lighthouse im Stadtzentrum zunehmend durch benachbarte Gebäude verdeckt wurde.
Das neue Leuchtfeuer hat eine Feuerhöhe von 26 m und zeigt als Kennung eine Gruppe von drei weißen Blitzen mit einer Wiederkehr von zehn Sekunden (Fl(3)W.10s). Zur besseren Erkennung als Landmarke ist der Turm zur Seeseite hin schwarz-weiß gestrichen.